# Ryan Coseboom
Ryan Coseboom je americký hudebník a autor remixů. Od devadesátých let působil spolu se svou manželkou Rebeccou a Mikaelem Eldridgem ve skupině Halou, která se rozpadla v roce 2008. Toho roku spolu se svou manželkou založil soubor Stripmall Architecture, se kterým vydal alba We Were Flying Kites (2009) a Feathersongs for Factory Girls (2010); třetí Suburban Reverb následovalo v roce 2013. Během své kariéry spolupracoval s mnoha dalšími hudebníky, mezi které patří Lyrics Born, John Cale nebo Cause and Effect.